# Plateoplia
Plateoplia is een geslacht van vlinders van de familie spanners (Geometridae), uit de onderfamilie Ennominae.

## Soorten
- P. acrobelia (Wallengren, 1875)
- P. flavata Warren, 1897